# Боровський Анатолій
Анато́лій Боро́вський (біл. Анатоль Бароўскі, народився 12 травня 1942 в селі Крушник Мозирського району Гомельської області) — білоруський письменник.

## Життєпис
Народився в сім'ї вчителя.
Після закінчення Осовецької середньої школи Мозирського району (1960) працював у колгоспі, потім на заводі залізобетонних виробів у Мозирі, вчителем початкових класів у селі Турбинка Мозирського району.
1961—1962 — студент Мозирського педагогічного інституту (закінчив заочно в 1967).
У 1962—1964, 1968—1970 — служив у Радянській армії.
Працював у Мозирській районній газеті «Комуніст Полісся» відповідальним секретарем міського товариства «Знання», інструктором міськкому партії, заступником директора училища геології (Мозир).
З 1975 — власний кореспондент газети «Червона зміна» по Гомельській і Брестській областях. Член Спілки письменників СРСР з 1990 р.

## Творчість
Друкується з 1963. Автор книжок прози «Калина під вікном» (1987), «Озирнись у коханні» (1994), «Чорний лелека — біла тінь» (1997), «Пекельний рай» (2002), «Спокуса» (2007), «Будуємо завтрашній день» (2008), «Ми — Юницький» (2010), «Романи. Повісті. Оповідання» (двотомник, 2012), «Юницького небесні дороги» (2014 рік) та книжки віршів «Заручитися з блискавкою» (2007).

## Громадська діяльність
Понад п'ятнадцять років очолював Гомельську обласну організацію Товариства білоруської мови. Голова Гомельського обласного відділення опозиційної Спілки білоруських письменників.

## Відзнаки
Лауреат літературної премії «Воїн Світла» за роман «Волею обраний» про національно-визвольну боротьбу білоруського народу проти Російської імперії (1863—1864).